# Rowlett, Texas
Rowlett là một thành phố thuộc quận Dallas, tiểu bang Texas, Hoa Kỳ. Năm 2010, dân số của xã này là 56199 người.

## Dân số
- Dân số năm 2000: 44503 người.
- Dân số năm 2010: 56199 người.